# Gospodarka nakazowa
Gospodarka nakazowa (gospodarka nakazowo-rozdzielcza) – gospodarka planowa, w której dominuje państwowa własność czynników wytwórczych. Decyzje ekonomiczne są podejmowane na szczeblu centralnym i przekazywane jednostkom gospodarczym w formie szczegółowych wytycznych.
Planiści rządowi ustalają, jakie dobra i usługi należy wyprodukować. Określając również poziom płac i system rozdziału czynników produkcji, decydują, kto i w jakiej ilości otrzyma produkty pracy społeczeństwa.
Jako system gospodarczy gospodarka nakazowa ukształtowała się w ZSRR w latach 30. XX w., a po II wojnie światowej narzucona została również europejskim krajom socjalistycznym.